# Oxacilline
L'oxacilline est une molécule bicyclique antibiotique à spectre étroit de la classe de la pénicilline, sa forme orale, du fait de sa faible biodisponibilité, est retirée du marché français par l'AFSSAPS en 2011.

## Mode d'action
L'oxacilline inhibe la PLP, enzyme permettant la synthèse du peptidoglycane bactérien.

## Indication
Antibiotique de première intention en cas d'infection aux staphylocoques sensibles aux pénicillines M dans leur localisation cutanée ou de parties molles, ostéo-articulaires, pleuropulmonaires, génito-urinaires, endocardiques et septicémiques.

## Contre-indication
Allergie connue aux pénicillines.

## Effets indésirables
L'oxacilline est généralement bien tolérée. Les principaux effets secondaires rapportés sont des rashs cutanés liés à une allergie aux pénicillines ou des diarrhées post antibiotiques.
La liste complète et actualisée des effets indésirables est consultable sur le site de l'ANSM.

## Spécialités contenant de l'oxacilline
- BRISTOPEN comprimé (ne se fait plus)[2]
- BRISTOPEN sirop (ne se fait plus) [2]
- BRISTOPEN injectable